# Evert Brettschneider

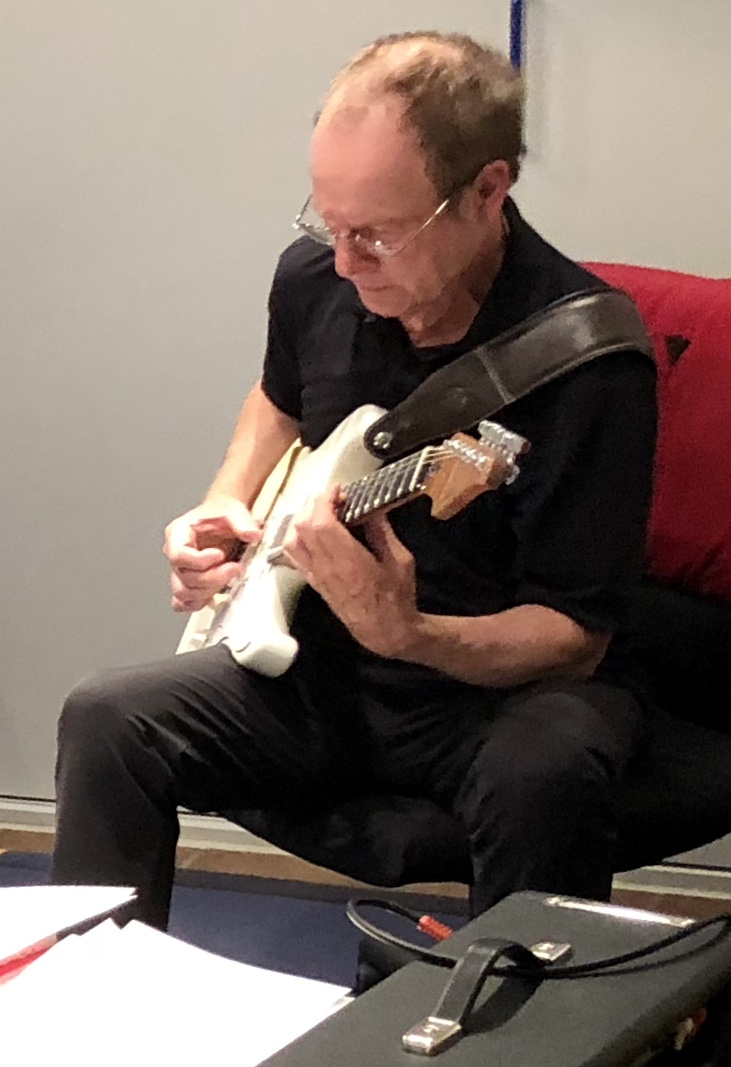

Evert Brettschneider (* 1951 in Oberhausen) ist ein deutscher Gitarrist, der sowohl im Bereich des Fusionjazz als auch der Neuen Musik hervorgetreten ist.
Evert Brettschneider, der zunächst musikalische Erfahrungen in der Rockband Frau Holle (mit Ludger Jochmann, Manfred Klingbeil und Matthias Geisen) machte, studierte Gitarre an der Folkwang-Hochschule Essen, wo er 1978 seine Künstlerische Reifeprüfung im Fach Gitarre ablegte. 1974 wechselte er für Theo Jörgensmann ins Contact Trio ein, mit dem er bis 1984 unterwegs war. Daneben spielte er in der Krautrock-Band Prosper (LP Broken Door). Mit dem Contact Trio tourte er 1981 durch Süd - und Mittelamerika, mit MAX 1985 durch Nordafrika und mit den Jungle Pilots 1993 durch Australien und Neuseeland.
Weiter wirkte er bei der Aufführung zeitgenössischer Musik mit (etwa auf Gerhard Stäblers Album Für Später: Jetzt) und war auf zahlreichen Konzerttourneen im In- und Ausland. Aktuell spielt er im Contact 4tett mit Theo Jörgensmann, Kai Kanthak und Bernd Oezsevim.

## Diskographische Hinweise
- Contact Trio Double Face (Calig 1975, mit Alois Kott, Michael Jüllich)
- Prosper Broken Door (BTS 1975, mit Fritz A.Fey, Ernst Müller, Matthias Geisen, Friedhelm Misiejuk)[2]
- Contact Trio New Marks (JAPO 1978, mit Alois Kott, Michael Jüllich)
- Contact Trio Musik (JAPO 1981, mit Alois Kott, Peter Eisold)
- MAX Featuring Henry Scott III Personal Note (Moers Music 1985, mit Maximilian Nobel, Frank Samba)
- Jungle Pilots Near-Miss (Enemy 1991, mit Matthias Schubert, Alois Kott, Peter Eisold)
- Jungle Pilots Downunder (Call It Anything/VeraBra 1994, mit Matthias Schubert, Alois Kott, Peter Eisold)
- Contact 4tett Loud Enough to Rock the Kraut, (Konnex Records 2015)
- Contact 4tett Full House 2019